# Santa Sofia d'Epiro
Santa Sofia d'Epiro er en by i Calabrien, Italien med 2.163 (2023) indbyggere.